# 學校圖書館學報
《學校圖書館學報》是一本主要以經常接觸年輕人的學校圖書館員、媒體專家或公共圖書館員等為讀者導向之美國月刊雜誌。其內容廣納許多主題範圍的文章，並較著重於科技和多媒體方面的資訊。雜誌亦包含許多書本的評論，並依適讀者分類為「學齡前至四年級」、「五年級以上」以及「青少年」三群；評論的書本對象同時包括虛構與非虛構作品、圖像小說以及多媒體和數位資源。此外，雜誌中也常有適用於圖書館員之專業參考書籍的評論文章。

## 外部連結
- 官方网站